# بیست (رود)
رود بیست رودی است به زار می‌ریزد. این رود از کشورهای آلمان و فرانسه می‌گذرد.